# Javier Guarino
Javier María Guarino Moscatelli (Salto, Uruguay, 16 de abril de 1986) es un futbolista uruguayo. Juega como delantero.

## Trayectoria
Guarino comenzó su carrera profesional jugando con Defensor Sporting en 2006.
Durante el 2011, jugó en Espoli de Ecuador anotando 10 goles en 41 partidos.
En enero de 2012, fue trasladado a la Primera División de Uruguay lado CA Bella Vista. 
El 12 de julio de 2012, Guarino firmó un nuevo contrato con el Caracas FC de Venezuela . Hizo su debut en la Primera División de Venezuela el 11 de agosto de 2012, anotando un gol contra el Estudiantes de Mérida.

## Clubes
| Club                     | País         | Año       |
| ------------------------ | ------------ | --------- |
| Defensor Sporting        | Uruguay      | 2005-2007 |
| Plaza Colonia            | Uruguay      | 2007-2008 |
| Rocha FC                 | Uruguay      | 2008-2009 |
| PEC Zwolle               | Países Bajos | 2009      |
| Lokomotiv Plovdiv        | Bulgaria     | 2010      |
| Plaza Colonia            | Uruguay      | 2010-2011 |
| Espoli                   | Ecuador      | 2011-2012 |
| Bella Vista              | Uruguay      | 2012      |
| Deportivo La Guaira      | Venezuela    | 2013      |
| Caracas FC               | Venezuela    | 2013-2014 |
| Tacuarembó               | Uruguay      | 2014      |
| Xelajú MC                | Guatemala    | 2015      |
| LDU de Portoviejo        | Ecuador      | 2015      |
| Deportes Copiapó         | Chile        | 2016-2017 |
| Cobreloa                 | Chile        | 2017      |
| Deportes Puerto Montt    | Chile        | 2018      |
| Ferro Carril Fútbol Club | Uruguay      | 2019      |

- Datos: Q933407
- Multimedia: Javier Guarino / Q933407